# Käthe-Kollwitz-Ufer

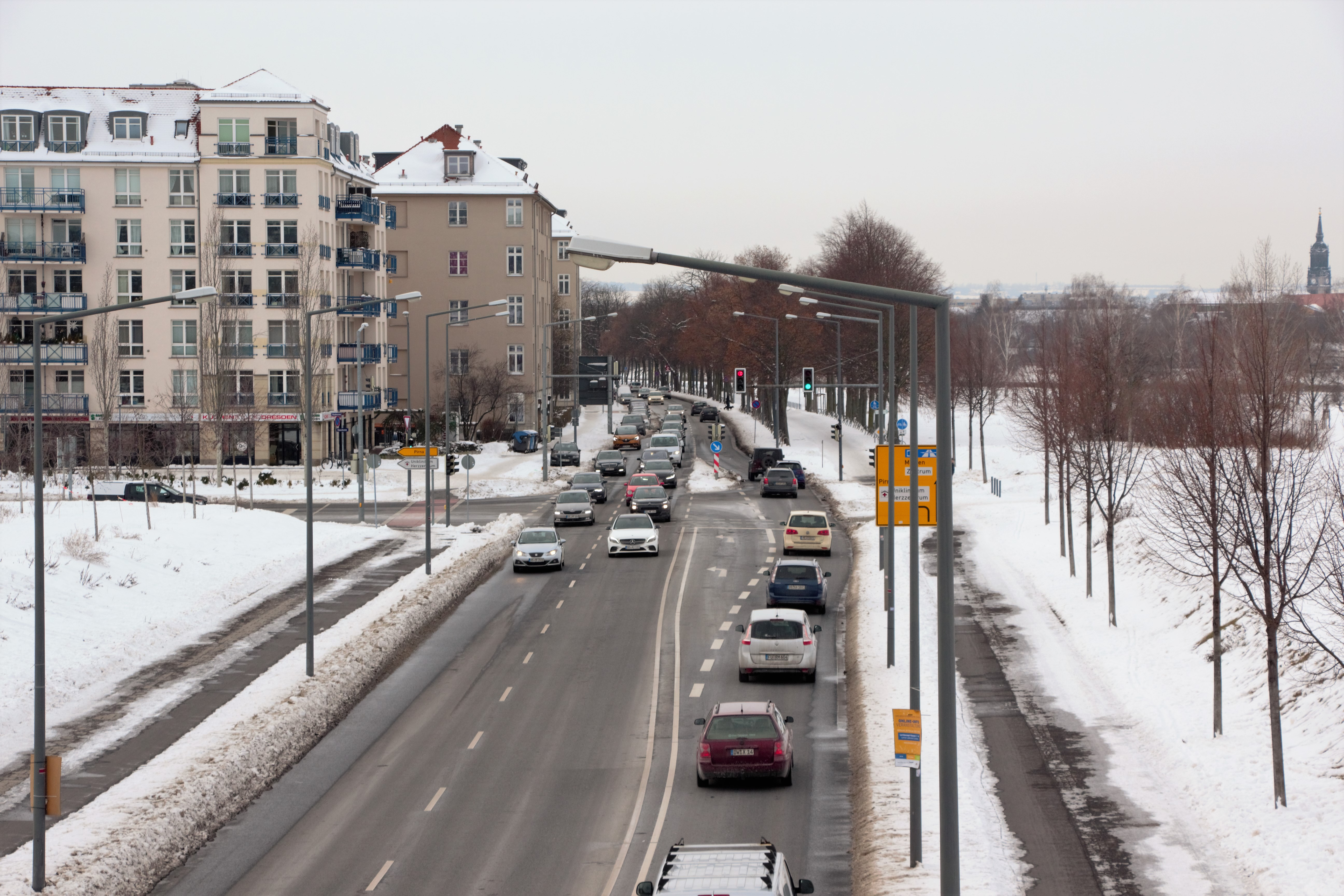
Das Käthe-Kollwitz-Ufer in Dresden-Johannstadt in Höhe der Waldschlößchenbrücke.

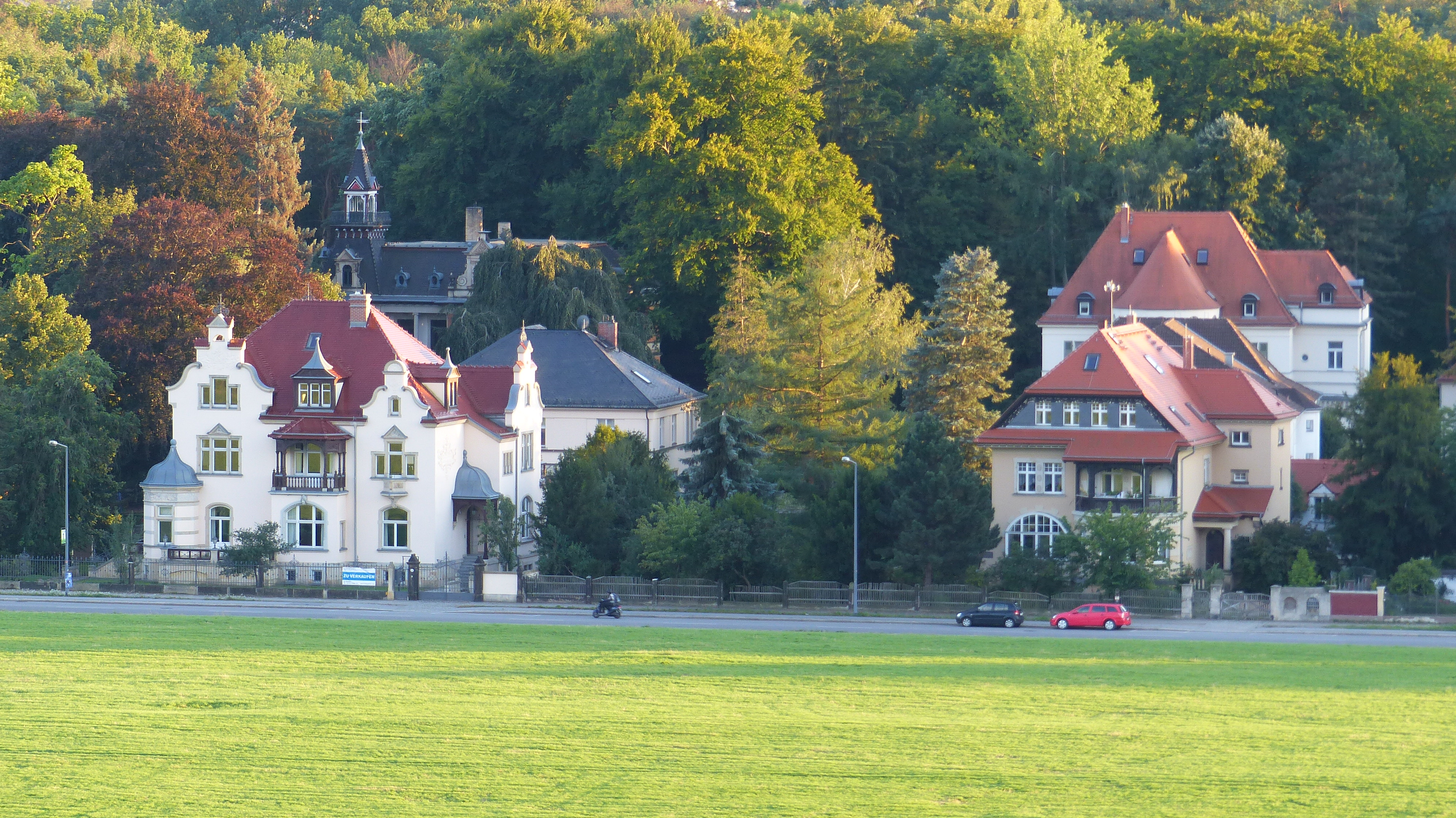
Bebauungseindruck des Käthe-Kollwitz-Ufers in Blasewitz

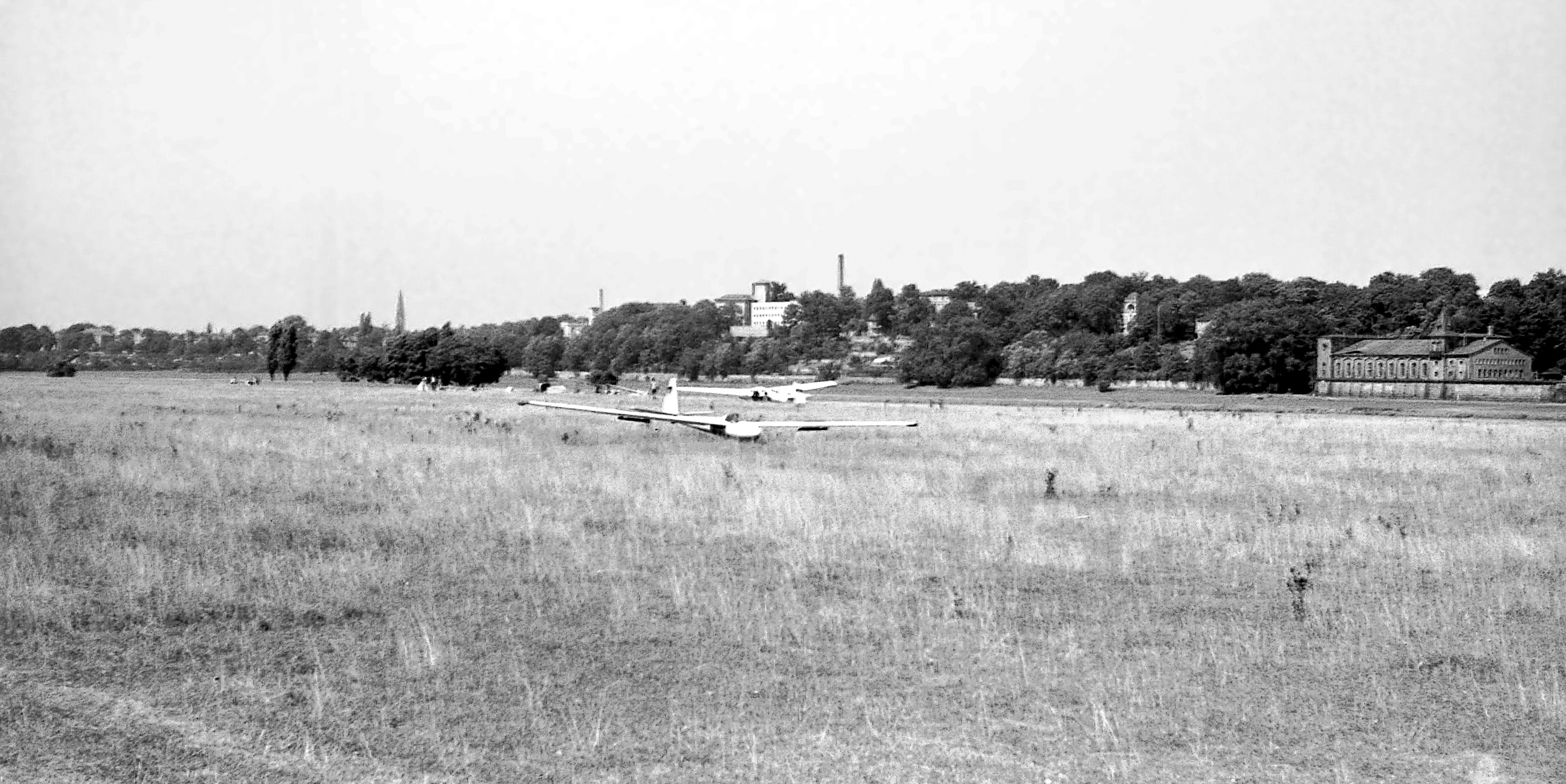
Segelflugplatz auf den Elbwiesen am Käthe-Kollwitz-Ufer (August 1971)

Das Käthe-Kollwitz-Ufer ist ein von wenigen Ausnahmen abgesehen lediglich auf der Südseite bebauter Straßenzug in den Dresdner Stadtteilen Johannstadt und Blasewitz.
Der Straßenzug wurde 1901 als Hochuferstraße (d. h. hochwasserfreie Straße) zwischen dem Sachsenplatz in der Johannstadt und dem Barteldesplatz in Blasewitz angelegt. Sie hieß in der Johannstadt, die zu Dresden gehörte, Johannstädter Ufer, in dem bis 1921 selbständigen Blasewitz Hochuferstraße. 1936 wurde der Straßenzug einheitlich in Hindenburgufer umbenannt, die Blasewitzer Grundstücke wurden umnummeriert. 1945 wurde die Straße umbenannt nach der im April des Jahres in Moritzburg bei Dresden verstorbenen Künstlerin Käthe Kollwitz und heißt seitdem Käthe-Kollwitz-Ufer. Sie war allerdings bis in die 2000er Jahre nicht als durchgängig linearer Straßenzug vorhanden, sondern hatte etwa in ihrer Mitte eine Art „Ausbauchung“ gen Süden, die die heutigen Auffahrtrampen zu Waldschlößchenbrücke bilden und zur Fetscherstraße gehören: Vor 1945 konnte man sich auf eine durchgängige Führung längs der Elbe nicht einigen, die Straße umging auf diese Weise komplett das Gebiet der früheren Dresdner Vogelwiese. Nach 1945 wurde das Gebiet großflächig bis zu drei Metern Höhe mit Trümmern aufgeschüttet und die DDR hatte nie ausreichend Geld zu einer Begradigung in diesem Bereich. Auf diese Weise wurde die durchgängige Führung hier erst über 100 Jahre nach ihrer Erstanlegung realisiert.
Auf Grund ihrer Funktion als Hochuferstraße ist sie nur an der Südseite bebaut worden: In der Johannstadt als geschlossene Bebauung, in Blasewitz in offener Villenbauweise. Die zur Elbe gelegene Nordseite ist, von wenigen Ausnahmen abgesehen (wie z. B. dem Hochwasserpumpwerk Johannstadt der Stadtentwässerung Dresden oder dem 1945 zerstörten und beräumten Antons an der Elbe), unbebaut. An ihr befindet sich unter anderem das vier Hektar große Dresdner Naturdenkmal Nr. 37 Glatthaferwiese am Elbufer Johannstadt.
Die Gebäude an der Straße selbst, die außerhalb des Gebietes der Zerstörung während der Luftangriffe auf Dresden 1945 sich befanden (die Zerstörungsgrenze der Großflächenzerstörung der Innenstadt endete an der Einmündung der heute so benannten Pfeifferhannsstraße vor der Hausnummer 19), und nach 1990 inzwischen saniert sind, stehen nahezu ausnahmslos unter Denkmalschutz. Dazu gehört u. a. die Villa zur Lippe (früher Hochuferstraße 15) oder auch die (adressseitig zur Goetheallee gehörende) Villa Weigang.
Ein Beispiel für den Verlust an Bausubstanz durch die Zerstörung 1945 zeigt die Villa Rautendelein (früher Hochuferstraße 12, heute Grundstück Käthe-Kollwitz-Ufer 84) des Dichters Gerhart Hauptmann.
Im Gebiet der Zerstörung selbst wurden die Ruinen großflächig beräumt, von wenigen Punkthochhäusern der 1970er Jahre abgesehen, blieb diese Seite eine städtebauliche Brache: Eine Randbebauung entlang der Straße selbst wurde erst ab den 2000er Jahren wieder begonnen. Die zwischen den beiden denkmalgeschützten Gebäuden Nr. 20 und 23 erfolgte Neubebauung der Nummern 21 und 22 wurde 2000 derart umgestaltet, dass sie sich der Umgebung einpasst.
Das Käthe-Kollwitz-Ufer ist Teil eines wichtigen Verkehrszugs vom Terrassenufer bis zum Blauen Wunder, der die Dresdner Innenstadt und östliche Außenbezirke miteinander verbindet.